# Augusta (Kansas)
Augusta is een plaats (city) in de Amerikaanse staat Kansas, en valt bestuurlijk gezien onder Butler County.

## Demografie
Bij de volkstelling in 2000 werd het aantal inwoners vastgesteld op 8423.
In 2006 is het aantal inwoners door het United States Census Bureau geschat op 8696, een stijging van 273 (3,2%).

## Geografie
Volgens het United States Census Bureau beslaat de plaats een oppervlakte van
11,4 km², waarvan 10,4 km² land en 1,0 km² water. Augusta ligt op ongeveer 406 m boven zeeniveau.

## Plaatsen in de nabije omgeving
De onderstaande figuur toont nabijgelegen plaatsen in een straal van 20 km rond Augusta.